# Велички
Велічкі (пол. Wieliczki, нім. Wielitzken) — село в Польщі, у гміні Велички Олецького повіту Вармінсько-Мазурського воєводства.
Населення — 661 особа (2011).
У 1975-1998 роках село належало до Сувальського воєводства.

## Демографія
Демографічна структура станом на 31 березня 2011 року:
|          | Загалом | Допрацездатний вік | Працездатний вік | Постпрацездатний вік |
| -------- | ------- | ------------------ | ---------------- | -------------------- |
| Чоловіки | 349     | 76                 | 249              | 24                   |
| Жінки    | 312     | 50                 | 188              | 74                   |
| Разом    | 661     | 126                | 437              | 98                   |